# غويج (أبرشيوة)
غویج (بالفارسية: گویج) هي قرية تقع في إيران في قسم أبرشيوة الريفي.